# T3 Transit
 (juin 2023).
Si vous disposez d'ouvrages ou d'articles de référence ou si vous connaissez des sites web de qualité traitant du thème abordé ici, merci de compléter l'article en donnant les références utiles à sa vérifiabilité et en les liant à la section « Notes et références ».
T3 Transit est une agence Transport en commun canadien qui exploite des autobus à l'Île-du-Prince-Édouard.
Elle est fondée en 2005 en tant que « Charlottetown Transit », au cours du 150e anniversaire de l'incorporation de la ville. L'agence est subventionnée par les gouvernements municipaux et fédéral et sert principalement dans les banlieues de la ville. La province de l'Île-du-Prince-Édouard ne subventionne pas le service. Il s'agit alors d'un test pour relancer les transports publics dans le secteur, le dernier essai de transport en public ayant eu lieu de 1979 à 1981.
Le nom de « Charlottetown Transit » n'est alors qu'un nom commercial et non une compagnie officielle. Tous les autobus appartiennent à la ville de Charlottetown, mais sont exploités par contrat par la compagnie privée Trius Tours Limited.
En février 2012, Charlottetown Transit change son nom pour T3 Transit - Take Transit Today (T3 Transit - Prenez les transports aujourd'hui). Le réseau s'étend également à Charlottetown, Cornwall et Stratford.
La plupart des autobus ont l'apparence d'un tramway et sont construits par Dupont Industries, ainsi que par MCI Classic buses. Les trolleybus sont plus petits que les autobus conventionnels et ils sont capable de passer dans les rues et les intersections les plus étroites du centre-ville de Charlottetown.